# El rebozo de Soledad
El rebozo de Soledad es una película mexicana de drama de 1952, dirigida por Roberto Gavaldón y protagonizada por Stella Inda, Arturo de Córdova y Pedro Armendáriz.

## Sinopsis
El Dr. Alberto Robles (Arturo de Córdova), triste, meditabundo, camina por las calles de la Ciudad de México. Se siente un fracasado porque no logró concretar ninguno de los sueños que tuvo al estudiar medicina y posteriormente irse a trabajar a su pueblito de nacimiento, Santa Cruz.
Su historia empieza precisamente en aquel pueblo víctima de sequías y calamidades, donde la pobreza iba de la mano con la ignorancia y la negligencia. Alberto Robles no era uno más ahí, era la autoridad en medicina. Un tipo emprendedor, un tanto vehemente, por lo cual se ganaba enemigos. Ese quizá era su gran defecto: querer lograr resultados con inmediatez, le faltaba paciencia, pero eso si era muy considerado con las personas. Para él, lo primero era la vida y el respeto a la dignidad humana.
Entre los pobladores se encontraba su gran amigo, el Padre Juan (Domingo Soler), hombre de sabias reflexiones, y también Roque Suazo (Pedro Armendáriz), un tipo honrado a carta cabal, pero impulsivo en sus actos. La gente de Santa Cruz ama a sus tierras. Por eso a muchos, entre ellos estos 3 amigos, les parecían injustos los actos del cacique local David Acosta (Carlos López Moctezuma). Ellos luchaban contra este hombre, cada uno a su modo.
Es en estas circunstancias que en una noche fría y oscura tocan a la puerta del Dr. Robles. Es una mujer llamada Soledad (Stella Inda). Le implora que vaya a ver a su hermano que se encuentra con fiebre. El Dr. se molesta pero va a ayudarla y logra salvar al muchacho. La mujer se queda admirada con aquel médico que ha sanado a su hermano. Ella decide ir todos los días a ayudarlo al Dr. en su consultorio, por gratitud.
Coincidir con Roque Suazo trastorna la vida de Soledad, y en el futuro, causa la tragedia en la vida del Dr. Robles.

## Elenco
- Arturo de Córdova ... Doctor Alberto Robles
- Pedro Armendáriz ... Roque Suazo
- Stella Inda ... Soledad Anaya
- Carlos López Moctezuma ... David Acosta
- Jaime Fernández ... Mauro
- Domingo Soler ... Padre Juan
- Rosaura Revueltas ... Madre del niño

## Comentarios
"El rebozo de Soledad" destaca, sobre todo, por la actuación del reparto. Se entregan cada uno a su personaje, en varios momentos conmueven y emocionan. También que juntar a Arturo de Córdova y Pedro Armendáriz fue un gran acierto. Otro mérito es la forma en que se narra la película, a partir de la lectura de un libro que va leyendo el personaje del Dr. Robles: él va haciendo un repaso de su vida hasta que en los últimos minutos del filme toma decisiones importantes. Estas determinaciones pueden ser del agrado o no del espectador, pero eso no desmerece la forma como nos ha atrapado en su visión, la película.

## Premios

### Premio Ariel 1953
- Mejor película: El rebozo de Soledad
- Mejor actor: Pedro Armendáriz
- Mejor actriz: Stella Inda
- Mejor coactuación masculina: Carlos López Moctezuma
- Mejor actuación juvenil: Jaime Fernández
- Mejor actriz de cuadro: Rosaura Revueltas
- Mejor fotografía: Gabriel Figueroa
- Mejor sonido: José B. Carles
- Mejor escenografía: Salvador Lozano Mena